# Claudia Wunderlich

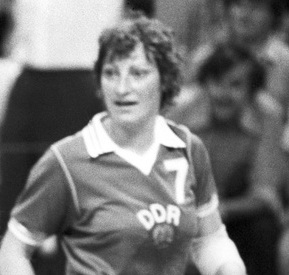
Claudia Wunderlich (1980)

Claudia Wunderlich (* 16. Februar 1956 in Halberstadt) ist eine ehemalige deutsche Handballspielerin.
Die 1,70 Meter große und 66 Kilogramm schwere Claudia Wunderlich spielte für den SC Magdeburg.
Mit der Frauen-Handballnationalmannschaft der DDR wurde sie 1978 Weltmeisterin und gewann 1980 die Bronzemedaille bei den Olympischen Spielen in Moskau. 1979 wurde sie mit dem Vaterländischen Verdienstorden in Bronze und 1984 in Silber ausgezeichnet.